# Hippocampus histrix
Hippocampus histrix es una especie de pez de la familia Syngnathidae en el orden de los Syngnathiformes.

## Morfología
Los machos  pueden llegar alcanzar los 17 cm de longitud total.

## Distribución geográfica
Se encuentra desde Tanzania y Sudáfrica hasta las Hawaii, Tahití, el Japón, Nueva Caledonia y el Mar de Arafura.  